# Madgermanes

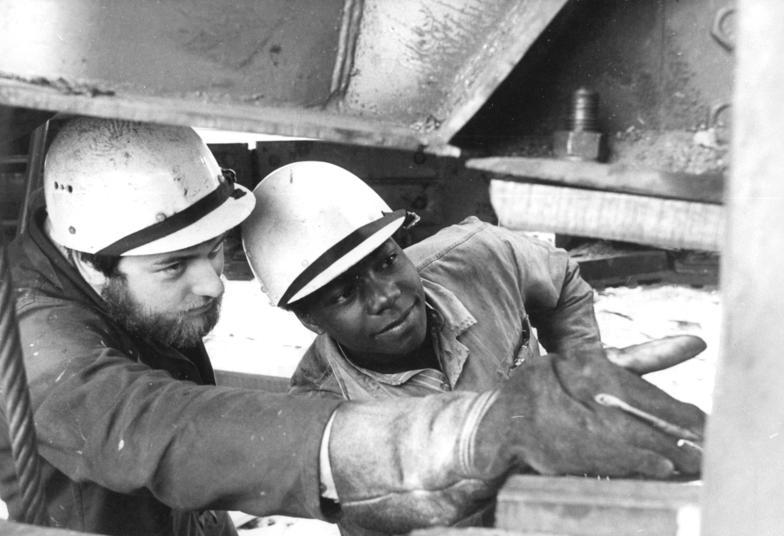
Ein Mosambikaner (rechts) während seiner Meisterschule im Tagebau Welzow, 1984.

Madgermanes werden in Mosambik rund 15.000 Mosambikaner genannt, die als Vertragsarbeiter aufgrund eines Staatsvertrages zwischen der DDR und Mosambik seit 1979 in der DDR arbeiteten. Sie wurden nach der Wende in der DDR 1990 durch die Bundesrepublik nach Mosambik ausgewiesen. Der Ausdruck Madgermanes ist eine Verballhornung des Produkthinweises „Made in Germany“ bzw. bedeutet so viel wie „die verrückten Deutschen“.

## Geschichte
1979 unterzeichneten Erich Honecker und der mosambikanische Präsident Samora Machel eine Vereinbarung, nach der Vertragsarbeiter aus dem afrikanischen Land in die DDR gelangen konnten. Mosambik war vier Jahre zuvor unabhängig geworden und die DDR suchte nach Kooperationen mit sozialistischen Staaten, auch um eine größere diplomatische Anerkennung zu erhalten. Zudem war Mosambik für die DDR als Kooperationspartner attraktiv, da es innerhalb des internationalen Wirtschaftsraums US-Dollar verwendete und somit für die DDR eine willkommene Möglichkeit war, an diese Währung zu gelangen.
Die Mosambikaner sollten in der DDR eine formale Ausbildung erhalten, vor allem im Kohlebergbau, in der Produktion und der Landwirtschaft. De facto wurde ihnen diese Ausbildungsmöglichkeit jedoch nur selten eingeräumt und sie wurden in der DDR für unbeliebte Arbeiten eingesetzt und gezwungen zur Normerfüllung Sonderschichten und Überstunden zu leisten.
Gleichzeitig waren sie einer vielfältigen Stigmatisierung und Ausgrenzungserfahrungen sowohl im Betrieb als auch außerhalb ausgesetzt. Eine soziale und kulturelle Integration der mosambikanischen Arbeiter war nicht erwünscht und wurde zum Teil behindert, zum Beispiel durch die isolierte Unterbringung. Es kam auch zu rassistischen Übergriffen. Aufgrund ihrer Hautfarbe wurde ihr Leben begrenzt „innerhalb eines unsichtbaren Zauns aus alltäglichen Vorurteilen und Rassismen.“
Ein Teil ihres Lohnes sollte in der DDR ausgezahlt werden, ein weiterer Teil in Mosambik; letzteres geschah jedoch nie.

### Nach der Wiedervereinigung
Mit dem Zusammenbruch der DDR endete auch die vertragliche Grundlage für die Aufenthalts- und Arbeitserlaubnis. Der Großteil der Mosambikaner verließ innerhalb kurzer Zeit Deutschland.
Während des Einsatzes der Arbeiter aus Mosambik in der DDR wurden zwischen 25 und 60 Prozent des Lohnes, soweit der 350 Ostmark überstieg, einbehalten und ihnen versprochen, dass der Fehlbetrag nach ihrer Rückkehr ausgezahlt würde. Die Bundesregierung überwies zu diesem Zweck kurz nach der Wende etwa 75 Millionen D-Mark an Mosambik. Der größte Teil dieses Geldes kam offenbar nie bei den ehemaligen Vertragsarbeitern an und wurde von Regierungsmitarbeitern in Mosambik unterschlagen. Betroffene, unterstützt von Aktivisten, sehen die deutsche Bundesregierung in der Verantwortung und forderten wiederholt weitere Geldzahlungen für die rund 17.000 ehemaligen Arbeiter.
Einige Madgermanes demonstrieren regelmäßig für den Erhalt des in ihrer Heimat nicht ausgezahlten Lohns und hatten 2004 unter anderem kurzzeitig die deutsche Botschaft in Mosambik besetzt. Damit wollten sie die Bundesrepublik dazu bringen, Verantwortung für die nachträgliche Bezahlung der Madgermanes zu übernehmen. In ihrem Heimatland gelten sie als Unruhestifter und werden deshalb bei der Arbeit trotz ihrer in der DDR erworbenen Ausbildung diskriminiert. Zudem versuchten einige Madgermanes im Jahr 2010 das mosambikanische Parlament zu stürmen. Der Arbeitsminister versprach daraufhin, 1800 Menschen die ausstehenden Löhne auszuzahlen.
Das Auswärtige Amt ebenso wie die mosambikanische Botschaft haben erklärt, dass alle ausstehenden Gelder nach Mosambik geflossen seien. Die Forderungen nach Zahlung der einbehaltenen Lohnanteile wurden auch weiterhin nicht erfüllt, hinzu kommen ungeklärte Rentenansprüche aus Einzahlungen in das DDR-Sozialsystem. Schätzungsweise 1500 Kinder aus damaligen Beziehungen haben ihre Väter nach deren erzwungener Rückkehr nie kennengelernt.